# Dymasius nodifer
Dymasius nodifer är en skalbaggsart som beskrevs av Holzschuh 2005. Dymasius nodifer ingår i släktet Dymasius och familjen långhorningar. Inga underarter finns listade i Catalogue of Life.